# Synsbedrag
Når man er overbevist om at man har set noget, der i virkeligheden forekommer anderledes (eller slet ikke) er der tale om et synsbedrag. Årsager til synsbedrag kan ligge i hjernen, i øjet eller i og omkring objektet:
- Hjernen opfatter tingene anderledes under kemisk påvirkning (alkohol, narkotika, LSD, forgiftninger) eller under mangel på f.eks. søvn.
- Hjernen opfatter tingene som den mener, de skal opfattes ud fra erfaring og perspektiv. Som underholdning laves mange tegninger, der bevidst snyder hjernen, bl.a. fikserbilleder. En kendt kunstner, der manipulerer med perspektivet er M.C. Escher.
- Øjet selv har en fejl.
- Det sete objekt fremstår anderledes i en bestemt synsvinkel eller i en særlig belysning. Der kan også være tale om påvirkning af lyset på vejen fra objektet til øjet, f.eks. ved luftspejling eller brydning (et typisk eksempel er, at en pind stukket skråt ned i vand ser ud til at knække i en vinkel lige i vandoverfladen).

Et andet eksempel på synsbedrag kan være Jastrow Illusionen, hvor hjernen bliver snydt til at se noget som værende større eller mindre end det egentlig er. Man ser også hele tiden illusioner i ens dagligdag, og nogle mener, at optiske illusioner også hjælper folk til at bearbejde det vi ser, hurtigere. Man ved for eksempel at et rum har fire hjørner, og man behøver derfor ikke at betragte dem som sådan, for at se dem. Man bruger erfaringen  til at bedømme afstande af andre objekter, som f.eks. togskinner; man ved at jo mindre afstanden mellem de to skinner ser ud til at være, des længere væk er de. Det er også derfor Jastrow Illusionen får folk til at se objektet værende større, eller mindre, end det i virkeligheden er.